# Beylerce, Çumra
Beylerce là một xã thuộc huyện Çumra, tỉnh Konya, Thổ Nhĩ Kỳ. Dân số thời điểm năm 2011 là 82 người.